# Sally Rowley
Sara Jane “Sally” Rowley (Trenton, 20 de outubro de 1931 – Tucson, 14 de maio de 2020) foi uma joalheira e ativista dos direitos civis norte-americana.

## Biografia
Nasceu em Trenton, Nova Jérsei. Formou-se no Stephens College, no Missouri. No Stephens, aprendeu a pilotar pequenos aviões e trabalhou como aeromoça da American Airlines após a formatura.
Estava trabalhando como secretária em Nova Iorque no início da década de 1960, quando ingressou nos Viajantes da Liberdade, que usavam ônibus interestaduais segregados para o sul dos Estados Unidos para desafiar a não execução da decisão da Suprema Corte de que os ônibus públicos segregados eram inconstitucionais. Isso levou à sua prisão pela polícia do condado de Jackson em 1961.
Depois de cumprir pena na Penitenciária Estadual do Mississippi, voltou para Nova Iorque, onde conheceu o artista Felix Pasilis. Estariam juntos até a morte dele em 2018, embora nunca se casassem.
Em 14 de maio de 2020, morreu de COVID-19 após varrer seu lar de idosos em Tucson, Arizona.